# Gustave Caillebotte
Gustave Caillebotte (født 19. august 1848 i Paris, død 21. februar 1894 i Gennevilliers) var en fransk maler inden for impressionismen. 
Han var specielt inspireret af Claude Monet. Caillebotte var bedre rustet økonomisk end de fleste af sine kunstnerkolleger og støttede dem flere gange. De gengældte hans støtte ved at forære ham malerier. Han fik hurtigt opbygget en samling af impressionistisk kunst. Hans malerier blev senere doneret til Luxembourgmuseet.